# I passi dell'amore
I passi dell'amore (A Walk to Remember) è un romanzo dello scrittore statunitense Nicholas Sparks, pubblicato in Italia dall'editore Frassinelli nel 1999. Nel 2002 è uscito nelle sale americane l'adattamento cinematografico del romanzo, diretto da Adam Shankman e interpretato da Shane West e Mandy Moore, rispettivamente nei ruoli di Landon e Jamie.

## Trama
Ma erano soprattutto i passi dell'amore.»
(Nicholas Sparks, I passi dell'amore, Capitolo 13)
Landon Carter è un ragazzo come tanti, che per piacere agli amici talvolta si caccia in guai seri. All'ultimo anno del liceo, non avendo alternative, decide di invitare al ballo finale della scuola Jamie Sullivan, una ragazza figlia di un pastore e la cui madre è morta anni prima. Jamie è una ragazza piena di fede sincera verso Dio, e per questo appare incompatibile con il temperamento ribelle di Landon, bruciato dalla separazione dei suoi. Alla fine, però, tra i due scoppia un grandissimo amore, profondo e pieno di rispetto.

## Opere derivate
- I passi dell'amore - A Walk to Remember

## Edizioni
- Nicholas Sparks, I passi dell'amore, traduzione di Alessandra Petrelli, Frassinelli, 1999, ISBN 88-7684-578-X.